# Стара Гута (Хмільницький район)
Стара Гу́та — село в Україні, у Хмільницькій міській громаді Хмільницького району Вінницької області.  Знаходиться за 6 км від районного центру, міста Хмільник, на правому березі річки Південний Буг.

## Історія
На території України гути будували ще за часів Київської Русі.
Стара Гута нараховує близько 330 жителів. Із виникненням неподалік нового осідку невдовзі утворилася назва «Нова Гута». Наразі село «Нова Гута» перейменовано у «Лісове».
Село до 2020 підпорядковувалось Голодьківській сільській раді.
12 червня 2020 року, відповідно до Розпорядження Кабінету Міністрів України № 707-р, «Про визначення адміністративних центрів та затвердження територій територіальних громад Вінницької області», увійшло до складу Хмільницької міської громади.
19 липня 2020 року, в результаті адміністративно-територіальної реформи і ліквідації колишнього Хмільницького району(1923-2020), село увійшло до складу новоутвореного Хмільницького району.

## Відомі уродженці
- Харусь Марія Йосипівна — Герой Соціалістичної Праці.